# Isonychus nitens
Isonychus nitens är en skalbaggsart som beskrevs av Moser 1921. Isonychus nitens ingår i släktet Isonychus och familjen Melolonthidae. Inga underarter finns listade i Catalogue of Life.